# Гідропневматична підвіска

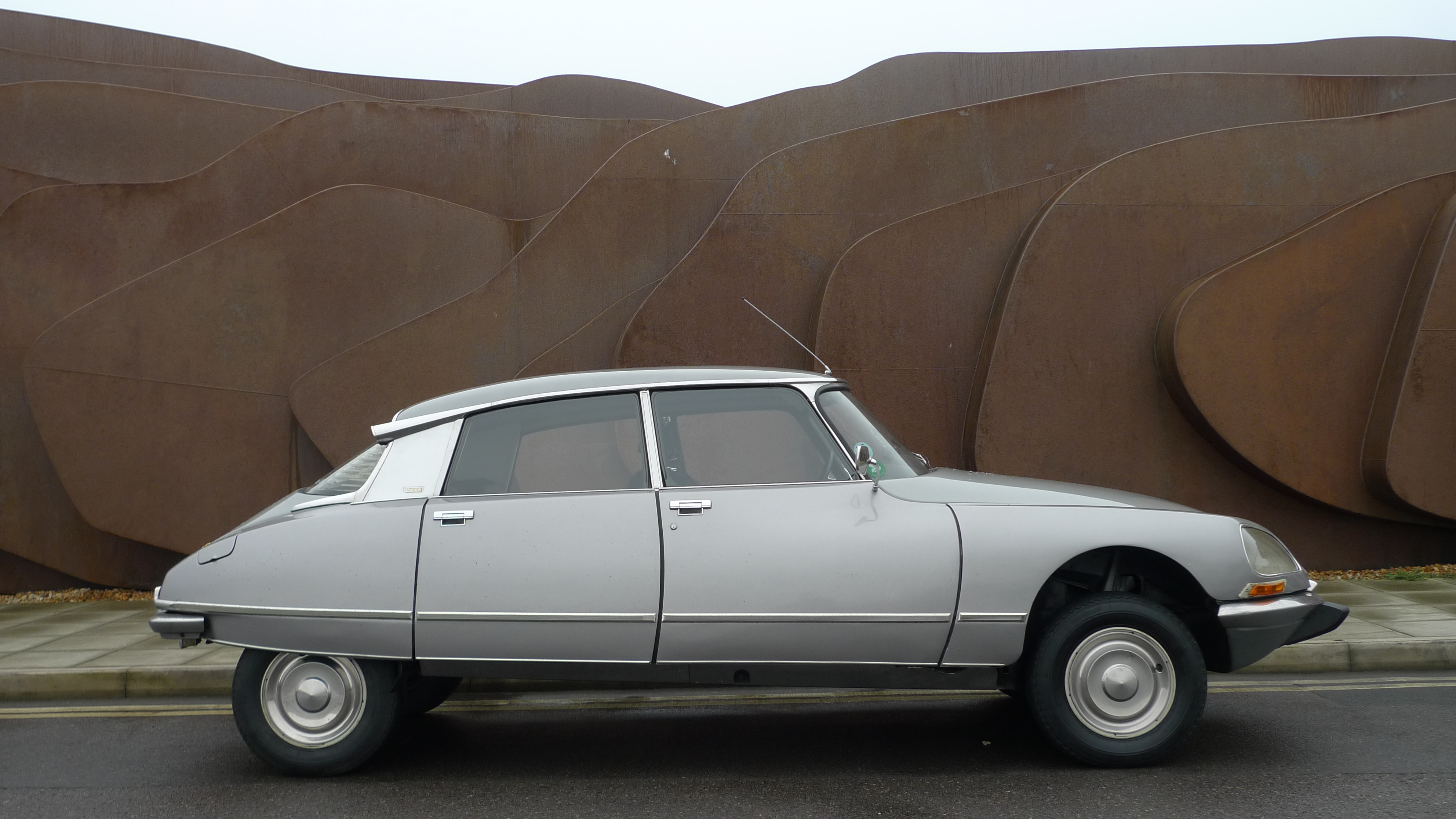
Citroën DS

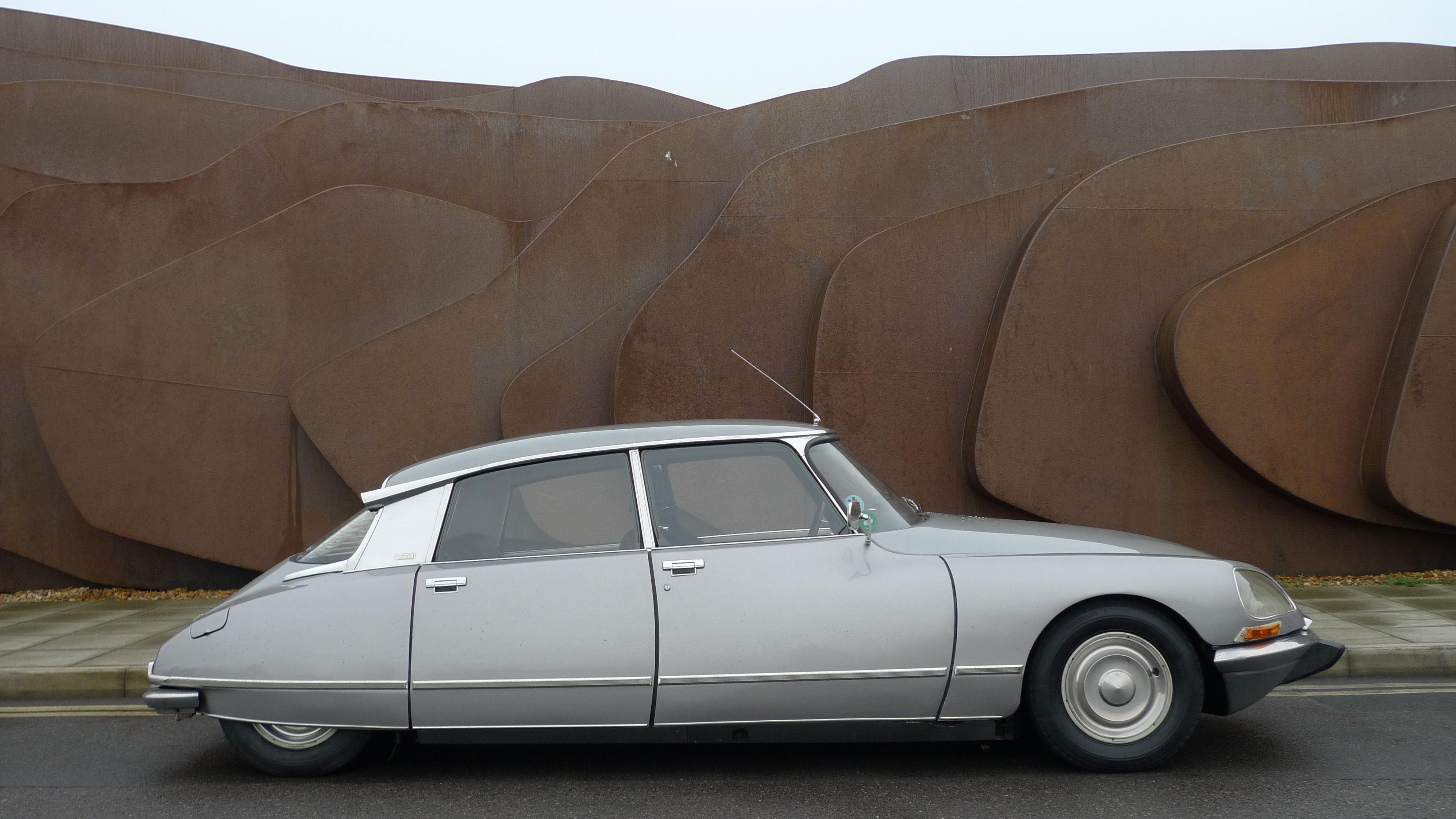
Citroën DS

Гідропневматична підвіска (англ. Hydropneumatic suspension) — вид підвіски, в якому застосовуються гідропневматичні пружні елементи. Розроблена французьким винахідником Полем Магі.
У конструкції гідропневматичної підвіски відсутні такі звичні пружні елементи, як пружини або торсіони. Їхню функцію виконують гідропневматичні сфери, заповнені газом і рідиною, які, у свою чергу, розділені між собою високоміцною еластичною мембраною. Компенсація нерівностей дорожньої поверхні відбувається за рахунок такої властивості обсягу газу, як його стиснення під впливом рідини. Гідропневматична підвіска є адаптивною і здатна змінювати ступінь жорсткості, виходячи з умов руху. Серед світових виробників найбільших успіхів у застосуванні подібної схеми підвіски на своїх автомобілях досягла французька компанія Citroën. Розвиток її фірмової системи Hydractive налічує кілька поколінь, а історія лічиться із середини минулого століття.
Також використовується за ліцензією інших виробників автомобілів, таких як: Rolls-Royce (Silver Shadow), Maserati (Quattroporte II), Peugeot і вантажівках Berliet. Нещодавно даний вид підвіски був використаний в автомобілях Mercedes-Benz. Подібні системи знайшли широке застосування у військовій техніці, зокрема танків, бронетранспортерів, БМП тощо.
Основною перевагою цієї системи є забезпечення чутливої, динамічної і високопотужної підвіски, яка створює чудову якість їзди на різних поверхнях. Головними недоліками даних підвісок можна назвати їх крайню складність і внаслідок цього високу вартість.